# Агнешка Радванська
Агне́шка Ро́ма Радва́нська (пол. Agnieszka Roma Radwańska, слухатиⓘ; нар. 6 березня 1989 року, Краків) — колишня польська професійна тенісистка, друга ракетка світу, переможниця 20 турнірів WTA, зокрема чемпіонату WTA 2015 року, відома серед уболівальників як Ага. 
На Australian Open в 2008, Радванська стала першою польською жінкою, яка досягла чвертьфіналу турніру Великого шолома  за часів відкритої ери. 24 травня 2008 року вона стала першою тенісисткою з Польщі, призові якої перевищили 1 млн доларів США за кар'єру.

## Кар'єра

### 2011
На Відкритому чемпіонаті Австралії 2011 Радванська добралася до чвертьфіналу, де поступилася Кім Клейстерс.
На початку жовтня Агнешка виграла Toray Pan Pacific Open, здобувши найбільшу перемогу в своїй кар'єрі. Наступного тижня вона здобула перемогу в China Open, турнірі з обов'язкових найвищої категорії, перевищивши попереднє досягнення.

### 2012
Сезон 2012 року Агнешка розпочала добре, що дозволило їй піднятися на третю сходинку рейтингу WTA. На Вімблдоні 2012 вона вперше досягла фіналу турніру Великого шолома, де поступилася Серені Вільямс у трьох сетах.

### 2015
2015 року Радванська виграла фінальний турнір WTA, що можна вважати найвищим досягненням її кар'єри.

## Стиль гри

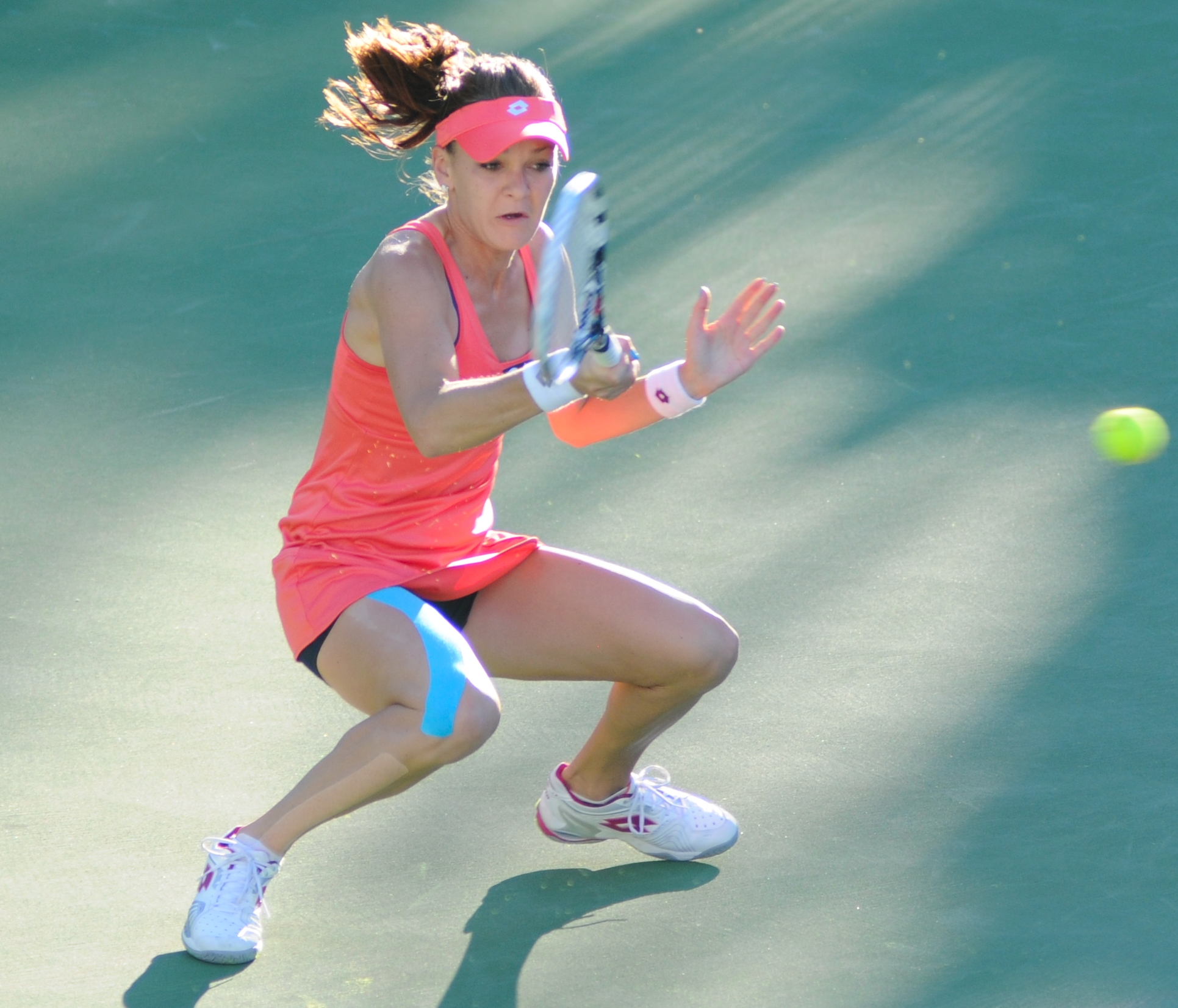
Радванська наносить характерний для себе удар навприсядки.

Агнешка є гравцем захисного стилю. Не маючи особливо сильних ударів, вона змушена компенсувати цю ваду швидкими переміщеннями на корті, розумним конструюванням розиграшів і сподіванням на помилку супротивниці. Для неї характерний багатий арсенал різноманітних підрізок, укорочених ударів, часто прихованих. Коментатори відзначають її як гравця, що розуміє геометрію корту, схожого за стилем на Мартіну Хінгіс, яку Радванська ставить собі за приклад. Тактично грамотна гра Радванської заслужила їй прізвиська: Чарівник, Професор, Ніндзя, Удав.

## Особисте життя
Агнешка — ревна католичка. Вона брала участь у кампанії «Nie wstydzę się Jezusa!» (Не соромлюсь Ісуса), однак улітку 2013 року її виключили з кампанії за позування оголеною в журналі ESPN Magazine.
Сестра Агнешки Уршуля теж грає в теніс на професійному рівні.

## Цікаві факти
- Агнешка є володаркою багатьох позатурнірних нагород WTA, здебільшого — за версією вболівальників:
- Новачок року 2006 (переможця обирають журналісти)
- Чотири роки поспіль: 2011, 2012, 2013, 2014 — найкраща тенісистка за версією вболівальників
- Найпопулярніша тенісистка у мережі Facebook 2012 року
- У 2012 та 2013 роках гру за участю Агнешки вболівальники визнали найкращою.
- 11 січня 2019 року президент Польщі Анджей Дуда вручив Радванській Командорський хрест Ордена Відродження Польщі.[6]